# Johann Philipp von Hanau-Lichtenberg
Graf Johann Philipp von Hanau-Lichtenberg (* 13. Januar 1626 [nach Julianischem Kalender] in Buchsweiler; † 18. Dezember 1669 in Babenhausen) wurde als Sohn des Grafen Philipp Wolfgang (* 1595; † 1641) und dessen Gemahlin, Gräfin Johanna von Öttingen (* 1602; † 1639) geboren. In seiner Kindheit musste er vor den Auswirkungen des Dreißigjährigen Kriegs mit seinen Eltern mehrfach aus der Residenzstadt Buchsweiler nach Straßburg fliehen, wo die Familie ein Stadtpalais besaß.
Zusammen mit seinem Bruder Johann Reinhard (* 1628; † 1666) wurde Johann Philipp auf eine Kavalierstour durch Deutschland, in die Niederlande, nach England, Frankreich und der Schweiz geschickt. Als Nachgeborenem des Hauses Hanau wurde ihm im väterlichen Testament das Amt und Schloss Babenhausen als Residenz zugewiesen. In deren Besitz kam er aber erst 1647, nachdem das Kurfürstentum Mainz, das Babenhausen kriegsbedingt seit Jahren besetzt hielt, Schloss, Stadt und Amt Babenhausen räumte.
Am 16. Februar 1651 heiratete er Prinzessin Susanna Margarethe von Anhalt-Dessau (* 1610; † 1663). Sie war eine Tochter von Fürst Johann Georg I. von Anhalt-Dessau (* 1567; † 1618) und der Pfalzgräfin Dorothea von Pfalz-Simmern (* 1581; † 1631). Damit war sie eine Schwester der Prinzessin Sibylle Christine von Anhalt-Dessau (* 1603; † 1686), die in zweiter Ehe mit dem Bruder von Johann Philipp, dem regierenden Grafen Friedrich Casimir, verheiratet war. Die Ehe von Johann Philipp und Susanne Margaretha blieb kinderlos. Johann Philipp zeugte durchaus Kinder, wenn auch außerehelich. Nachgewiesen sind drei:
- N.N., eine Tochter (* nach 1663), verheiratet mit einem Zollverwalter „Cressl“.[2]
- N.N., ein Sohn (* nach 1663), der den Nachnamen „Berg“ trug, und später eine Stelle als Offizier in der Hanauer Miliz erhielt.[2]
- N.N., ein zweiter Sohn (* nach 1663), der ebenfalls den Nachnamen „Berg“ trug, und später auch eine Stelle als Offizier in der Hanauer Miliz erhielt.[2]

Über die Mutter oder die Mütter dieser Kinder ist nichts bekannt.
1664 besuchte Johann Philipp den Reichstag in Regensburg, wo er mit einem Fürsten von Reuß in ein Duell geriet. 1669 versuchte er sich in einem Staatsstreich gegen seinen Bruder Friedrich Casimir, der die Grafschaft Hanau schwer verschuldet hatte und nun versuchte, sich durch Verkäufe von Territorium zu sanieren. Die Agnaten schritten deshalb gegen Friedrich Casimir ein und bemächtigte sich in seiner Abwesenheit im November 1669 der Regierung. Dieses Notstandsregime brach aber nach drei Tagen zusammen und Friedrich Casimir sperrte im Gegenzug seinen Bruder aus der Stadt Hanau aus.
Johann Philipp starb kurz darauf am 18. Dezember 1669 und wurde – ebenso wie zuvor seine Frau – in der Stadtkirche in Babenhausen beigesetzt.

## Vorfahren
| Ahnentafel von Graf Johann Philipp von Hanau-Lichtenberg | Ahnentafel von Graf Johann Philipp von Hanau-Lichtenberg                                                             | Ahnentafel von Graf Johann Philipp von Hanau-Lichtenberg                                                             | Ahnentafel von Graf Johann Philipp von Hanau-Lichtenberg                                                 | Ahnentafel von Graf Johann Philipp von Hanau-Lichtenberg                                                 | Ahnentafel von Graf Johann Philipp von Hanau-Lichtenberg | Ahnentafel von Graf Johann Philipp von Hanau-Lichtenberg |
| -------------------------------------------------------- | --- | --- | --- | --- | -------------------------------------------------------- | -------------------------------------------------------- |
| Urgroßeltern                                             | Philipp V. von Hanau-Lichtenberg (* 1541; † 1599) ⚭ Margarethe Ludowika von Pfalz-Zweibrücken (* 1540; † 1569)       | Wolfgang zu Hohenlohe-Neuenstein (* 1546; † 1610) ⚭ Magdalena von Nassau-Dillenburg (* 1547; † 1643)                 | Gottfried von Öttingen (* 1554; † 1622) ⚭ Johanna zu Hohenlohe-Neuenstein (* 1557; † 1585)               | Georg III. von Erbach (* 1548; † 1605) ⚭ Anna zu Solms (* 1557; † 1586)                                  |                                                          |                                                          |
| Großeltern                                               | Johann Reinhard I. von Hanau-Lichtenberg (* 1568; † 1625) ⚭ Maria Elisabeth zu Hohenlohe-Neuenstein (* 1576; † 1605) | Johann Reinhard I. von Hanau-Lichtenberg (* 1568; † 1625) ⚭ Maria Elisabeth zu Hohenlohe-Neuenstein (* 1576; † 1605) | Ludwig Eberhard von Öttingen-Öttingen (* 1577; † 1634) ⚭ Margarethe von Erbach (* 1576; † 1635)          | Ludwig Eberhard von Öttingen-Öttingen (* 1577; † 1634) ⚭ Margarethe von Erbach (* 1576; † 1635)          |                                                          |                                                          |
| Eltern                                                   | Philipp Wolfgang von Hanau-Lichtenberg (* 1595; † 1641) ⚭ Johanna von Öttingen-Öttingen (* 1602; † 1639)             | Philipp Wolfgang von Hanau-Lichtenberg (* 1595; † 1641) ⚭ Johanna von Öttingen-Öttingen (* 1602; † 1639)             | Philipp Wolfgang von Hanau-Lichtenberg (* 1595; † 1641) ⚭ Johanna von Öttingen-Öttingen (* 1602; † 1639) | Philipp Wolfgang von Hanau-Lichtenberg (* 1595; † 1641) ⚭ Johanna von Öttingen-Öttingen (* 1602; † 1639) |                                                          |                                                          |
| Johann Philipp                                           | | | | |                                                          |                                                          |

## Verweise
1. ↑  Hessisches Staatsarchiv Darmstadt, Bestand: D7, 1/1, nennt den 28. November 1669 als Todestag – vermutlich eine Differenz zwischen Julianischem und Gregorianischen Kalender.
2. 1 2 3  Dietrich: Bastarde, S. 32.
3. ↑  Dietrich: Bastarde, S. 31 f.
4. ↑  Zu ihrem Tod erschien eine Leichenpredigt. Nachweis: Katalog: Hessisches Staatsarchiv Marburg, Bestand 81. Regierung Hanau, A 40,6.

| Personendaten    | Personendaten                         |
| ---------------- | ------------------------------------- |
| NAME             | Hanau-Lichtenberg, Johann Philipp von |
| KURZBESCHREIBUNG | deutscher Adliger                     |
| GEBURTSDATUM     | 13. Januar 1626                       |
| GEBURTSORT       | Buchsweiler                           |
| STERBEDATUM      | 18. Dezember 1669                     |
| STERBEORT        | Babenhausen                           |